# ペグアスパラガーゼ
ペグアスパラガーゼ（Pegaspargase）は、商品名のオンキャスパー（Oncaspar）で販売されている、急性リンパ性白血病（ALL）の治療に用いられる医薬品である。多くの場合、アントラサイクリン、 ビンクリスチン、プレドニゾンと併用される。投与法は注射である。
一般的な副作用には、アレルギー反応、血液凝固障害、高血糖、肝臓障害、膵臓の炎症、脳の血栓、などがあげられる。妊娠中人への投与は胎児に害を及ぼす可能性がある。
ペグアスパラガーゼはPEG化を受けたアスパラギナーゼ酵素の改変版である。
作用機序はアスパラギンを分解し、タンパク質を構成するアスパラギンを減らすことにより効果がある。
ペグアスパラガーゼは1994年に米国で医薬品としての使用が認可された。世界保健機関の必須医薬品モデル・リストに掲載されており、安全で最も効果的な医療制度に必要とされる医薬品である。Sigma-Tauによって生産されている。米国では、バイアル3750本の価格は約17,800米ドルである。 